# (8080) Intel
(8080) Intel es un asteroide que forma parte del cinturón de asteroides y fue descubierto por el equipo del Centro de Investigaciones en Geodinámica y Astrometría desde el Sitio de observación de Calern, en Caussols, Francia, el 17 de noviembre de 1987.

## Designación y nombre
Intel se designó inicialmente como 1987 WU2.
Más tarde, en 2000, recibió su nombre por el microprocesador Intel 8080.

## Características orbitales
Intel está situado a una distancia media de 2,858 ua del Sol, pudiendo acercarse hasta 2,039 ua y alejarse hasta 3,677 ua. Tiene una excentricidad de 0,2866 y una inclinación orbital de 9,427 grados. Emplea en completar una órbita alrededor del Sol 1765 días. El movimiento de Intel sobre el fondo estelar es de 0,204 grados por día.

## Características físicas
La magnitud absoluta de Intel es 13 y el periodo de rotación de 3,54 horas.